# Red Wine Supernova
«Red Wine Supernova» — песня американской певицы Чаппелл Рон. Она была выпущена 19 мая 2023 года на Amusement Records и Island Records в качестве шестого сингла с дебютного студийного альбома Рон The Rise and Fall of a Midwest Princess (2023). Песня вошла в чарты в апреле 2024 года, вслед за успехом «Good Luck, Babe!».
В Соединённых Штатах «Red Wine Supernova» стала одной из семи песен одновременно вошедших в чарт Billboard Hot 100 песен Рон, наряду с «Good Luck, Babe!», «Hot to Go!», «Hot to Go!», «Pink Pony Club», «Femininomenon» и «Casual» в августе 2024 года.

## Композиция
О песне Рон сказала так: «Мне нужна была песня для девочек-лесбиянок, которая передавала бы магию чувств к другой девушке. Я наполнил песню весёлыми и грубыми текстами, чтобы она напоминала ночной флирт с девушкой в баре». Трек в стиле поп, синти-поп и дэнс-поп, напоминающий новую волну. В интервью австралийской радиостанции Joy 94,9 Рон сказала, что работа над песней заняла три года, и назвала её «окончательной глупой попсой».

## Отзывы
Кэлли Алгрим из Business Insider назвала «Red Wine Supernova» лучшей песней 2023 года. В своих собственных списках по итогам года Capital FM поставил её на 14-е место, Rolling Stone — на 18-е, New Musical Express — на 47-е, Pitchfork — на 54-е.

## Награды и номинации
| Организация            | Год  | Категория                    | Результат | Ссылка |
| ---------------------- | ---- | ---------------------------- | --------- | ------ |
| MTV Video Music Awards | 2024 | Push Performance of the Year | Номинация | [ 16 ] |

## Чарты
| Чарт (2024)                         | Высшая позиция |
| ----------------------------------- | -------------- |
| Австралия (ARIA)                    | 63             |
| Канада (Billboard Canadian Hot 100) | 47             |
| Мир (Billboard Global 200)          | 72             |
| Ирландия (IRMA)                     | 27             |
| Новая Зеландия (RMNZ)               | 32             |
| Великобритания (OCC UK Singles)     | 31             |
| США (Billboard Hot 100)             | 41             |

## Сертификации
| Регион                                                                      | Сертификация  | Продажи   |
| --------------------------------------------------------------------------- | ------------- | --------- |
| Австралия (ARIA)                                                            | Платиновый    | 70 000    |
| Канада (Music Canada)                                                       | Платиновый    | 80 000    |
| Новая Зеландия (RMNZ)                                                       | Золотой       | 15 000    |
| Великобритания (BPI)                                                        | Золотой       | 400 000   |
| США (RIAA)                                                                  | 2× Платиновый | 2 000 000 |
| Данные о продажах + прослушиваниях приведены только на основе сертификации. |               |           |